# Józef Borzęcki (zm. 1735)
Józef Borzęcki herbu Półkozic (zm. w 1735 roku) – łowczy przemyski w 1727 roku, skarbnik żydaczowski w latach 1710-1727, sędzia skarbowy ziemi sanockiej w 1716 roku.